# Высшая школа электричества
École Supérieure d’Électricité (Supélec) — французская частная высшая инженерная школа, выпускающая после трёх лет обучения дипломированных инженеров-электротехников. Была основана в 1894 году. Является членом международной ассоциации TIME. В 2015 году школа объединилась с École Centrale Paris, создав CentraleSupélec.

## Supélec в цифрах
Данные на 2006 год:
Финансы
- Бюджет 35,5 млн евро
- Фонд 12 млн евро

Обучающиеся
- 1850 студентов
- 460 дипломов инженера
- 91 степеней магистра (научных исследований)
- 75 степеней магистра (профессиональной специализации)
- 48 степеней доктор наук

Персонал
- 150 профессоров исследователей
- 580 приходящих профессоров
- 140 человек административно-технического персонала

Международные отношения
- 1/6 часть студентов является иностранцами
- 2/3 студентов проходят часть обучения за границей